# Donji Mosti
Donji Mosti su naselje u Republici Hrvatskoj, u sastavu općine Kapela, Bjelovarsko-bilogorska županija.

## Povijest
Nekoliko sati nakon događaja Bjelovarskog ustanka, žandari i jugoslavenski oficiri 2. konjičkog puka "Car Dušan Silni" ubili su 28 Hrvatski civila u predgrađu Bjelovara na Veliki četvrtak 10. travnja 1941. To je bio prvi ratni zločin počinjen nad hrvatskim civilima na početku Drugog svjetskog rata u Hrvatskoj.

## Stanovništvo
Prema popisu stanovništva iz 2001. godine, naselje je imalo 241 stanovnika te 82 obiteljskih kućanstava.

Prema popisu stanovništva 2011. godine naselje je imalo 210 stanovnika.
| broj stanovnika | 287   | 349   | 403   | 497   | 477   | 500   | 470   | 546   | 469   | 455   | 444   | 415   | 315   | 297   | 241   | 210   | 168   |
|                 | 1857. | 1869. | 1880. | 1890. | 1900. | 1910. | 1921. | 1931. | 1948. | 1953. | 1961. | 1971. | 1981. | 1991. | 2001. | 2011. | 2021. |

## Poznate osobe
- Zdravko Pevec - poduzetnik

## Spomenici i znamenitosti
- Crkva sv. Benedikta u Donjim Mostima